# ايتور غارسيا
ايتور غارسيا (بالإسبانية: Aitor García) (25 مارس 1994 بجبل العيون في إسبانيا - ) هو لاعب كرة قدم إسباني في مركز الوسط. لعب مع ريكرياتيفو وسلتا فيغو ب وسلتا فيغو ونادي ديبورتيفو طليطلة ونادي ألميريا ب ونادي ميريدا وAtlético Onubense ‏.

## وصلات خارجية
- ايتور غارسيا على موقع قاعدة بيانات كرة القدم.إي يو (الإنجليزية)
- ايتور غارسيا على موقع Soccerway.com (الإنجليزية)
- ايتور غارسيا على موقع عالم كرة القدم.نت (الإنجليزية)
- ايتور غارسيا على موقع AS.com (الإسبانية)